# Cuevas de Almudén
Cuevas de Almudén és un municipi d'Aragó, situat a la província de Terol i enquadrat a la comarca de les Conques Mineres.
| 1991 |  | 1996 |  | 2001 |  | 2004 |
| ---- |  | ---- |  | ---- |  | ---- |
| 120  |  | 111  |  | 104  |  | 115  |